# Акоста, Альберто Мартин
Альберто Марти́н Ако́ста (исп. Alberto Martín Acosta Martinez) (13 января 1977 года, Монтевидео) — уругвайский футболист, нападающий.

## Биография

### Клубная карьера
Акоста начал карьеру в 1990-е годы за клуб «Дефенсор Спортинг» из Монтевидео. Впоследствии он выступал за «Серрито» и «Пеньяроль» перед тем как переехать в Бразилию. В 2007 году с 19-ю голами Бето Акоста стал вторым бомбардиром чемпионата Бразилии выступая за не самый сильный клуб «Наутико» из Ресифи.
В следующем сезоне Акоста присоединился к вылетевшему в Серию B «Коринтиансу», поставившему задачу обязательно вернуться в элитный дивизион Бразилии. Задача была решена — «Тимао» задолго до окончания турнира обеспечил себе первое место. Акоста в 24 матчах Серии B отличился 7 раз.
После сезона в Серии B Акоста вернулся в «Наутико». В 2010 году вернулся в Уругвай, но за «Дефенсор Спортинг» Акосте вновь сыграть так и не удалось. Затем вернулся опять в Бразилию где с 2010 года и сменил несколько клубов. На данный момент является игроком ФК «Унион Барбаренсе».

### Карьера в сборной
В 1995—2006 годах (с перерывами) Альберто выступал за сборную Уругвая. За неё в 23 матчах Акоста забил 9 голов.

## Достижения
- Чемпион Бразилии в Серии B: 2008
- Финалист Кубка Бразилии: 2008
- Вице-чемпион Уругвая: 2006/07
- Чемпион Уругвая во Втором Дивизионе: 2003
- Кубок Монтевидео: 2006